# Acacia hispidula
Acacia hispidula är en ärtväxtart som först beskrevs av James Edward Smith, och fick sitt nu gällande namn av Carl Ludwig von Willdenow. Acacia hispidula ingår i släktet akacior, och familjen ärtväxter. Inga underarter finns listade i Catalogue of Life.

## Bildgalleri

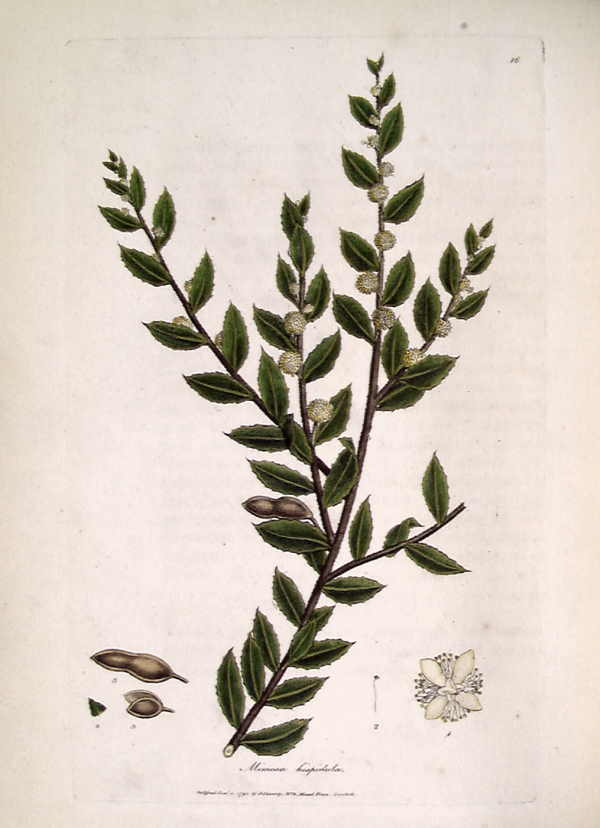